# Recopa de la AFC 1995
La Recopa de la AFC 1995 es la sexta edición de este torneo de fútbol a nivel de clubes de Asia organizado por la AFC y que contó con la participación de 23 equipos campeones de copa de sus respectivos países, 3 equipos más que en la edición anterior.
El Bellmare Hiratsuka de Japón venció a Al-Talaba de Irak en la final disputada en Yokohama, Japón para ser campeón del torneo por primera vez.

## Primera Ronda

### Asia Occidental
| Equipo 1               | Agr.   | Equipo 2      | Ida | Vuelta |
| ---------------------- | ------ | ------------- | --- | ------ |
| Homenetmen             | 2-1    | Al Wahda      | 0-0 | 2-1    |
| Oman Club              | 2-4    | Kazma         | 1-1 | 1-3    |
| Al Talaba              | 5-4    | Al Ittihad    | 5-3 | 0-1    |
| FK Yangiyer            | 4-1    | Turan Dasoguz | 3-0 | 1-1    |
| Vostok Ust-Kamenogorsk | (w/o)1 | Ak Maral      |     |        |
| Bahman                 | bye    |               |     |        |
| Al-Ain                 | bye    |               |     |        |
| Riyadh SC              | bye    |               |     |        |

1 El Ak Maral abandonó el torneo

### Asia Oriental
| Equipo 1           | Agr.   | Equipo 2  | Ida | Vuelta |
| ------------------ | ------ | --------- | --- | ------ |
| New Radiant        | (w/o)1 | Ratnam SC | 2-0 |        |
| Sabah FA           | 3-1    | An Giang  | 3-0 | 0-1    |
| Bellmare Hiratsuka | bye    |           |     |        |
| East Bengal Club   | bye    |           |     |        |
| Petrokimia Putra   | bye    |           |     |        |
| Rajapracha UCOM FC | bye    |           |     |        |
| Uhlsport Rangers   | bye    |           |     |        |
| Yokohama Flügels   | bye    |           |     |        |

1 El Ratnam abandonó el torneo luego de jugar el partido de ida

## Segunda Ronda

### Asia Occidental
| Equipo 1               | Agr. | Equipo 2    | Ida | Vuelta |
| ---------------------- | ---- | ----------- | --- | ------ |
| Homenetmen             | 0-5  | Riyadh SC   | 0-2 | 0-3    |
| Kazma                  | 6-1  | Al-Ain      | 2-0 | 4-1    |
| Al Talaba              | 3-2  | FK Yangiyer | 2-0 | 1-2    |
| Vostok Ust-Kamenogorsk | 2-3  | Bahman      | 2-2 | 0-1    |

### Asia Oriental
| Equipo 1           | Agr.    | Equipo 2           | Ida | Vuelta |
| ------------------ | ------- | ------------------ | --- | ------ |
| Uhlsport Rangers   | 3-7     | Yokohama Flügels   | 1-3 | 2-4    |
| New Radiant        | 3-2     | East Bengal Club   | 3-0 | 0-2    |
| Sabah FA           | 1-7     | Bellmare Hiratsuka | 1-2 | 0-5    |
| Rajapracha UCOM FC | 7-7 (a) | Petrokimia Putra   | 5-4 | 2-3    |

## Cuartos de final

### Asia Occidental
| Equipo 1  | Agr.    | Equipo 2  | Ida | Vuelta |
| --------- | ------- | --------- | --- | ------ |
| Riyadh SC | 2-2 (a) | Kazma     | 2-1 | 0-1    |
| Bahman    | 1-2     | Al Talaba | 0-1 | 1-1    |

### Asia Oriental
| Equipo 1           | Agr. | Equipo 2         | Ida | Vuelta |
| ------------------ | ---- | ---------------- | --- | ------ |
| Bellmare Hiratsuka | 7-1  | Petrokimia Putra | 6-0 | 1-1    |
| New Radiant        | 0-7  | Yokohama Flügels | 0-2 | 0-5    |

## Semifinales
Todos los partidos se jugaron en Japón.
| 25 de diciembre de 1995 | Bellmare Hiratsuka                         | 4 – 3 | Yokohama Flügels                     | Hiratsuka Stadium, Hiratsuka, Japón |  |
|                         | Émerson 13' (pen.), 44' (pen.), 71', 90+2' |       | Evair 56', 89' (pen.) · Mitsuoka 83' |                                     |  |

| Equipo 1  | Resultado | Equipo 2  |
| --------- | --------- | --------- |
| Al-Talaba | (w.o.)1   | Riyadh SC |

1- El Riyadh SC abandonó el torneo.

## Final
| 27 de diciembre de 1995 | Bellmare Hiratsuka         | 2–1 | Al Talaba               | Mitsuzawa Stadium, Yokohama, Japón |  |
|                         | Narahashi 27' · Nakata 81' |     | Sabah Jeayer Khalaf 51' |                                    |  |

## Campeón
| Recopa de la AFC 1995/96     |
| ---------------------------- |
| Bandera de Japón             |
| Bellmare Hiratsuka 1º Título |